# Muhajil
Muhajil (arab. محايل) – miasto w południowo-zachodniej Arabii Saudyjskiej, w prowincji Asir. Według spisu ludności na rok 2010 liczyło 56 953 mieszkańców.